# Callum Roberts
Callum Roberts (* 14. April 1997 in South Shields) ist ein englischer Fußballspieler, der bei Scunthorpe United unter Vertrag steht.

## Karriere

### Verein
Callum Roberts kam im Alter von acht Jahren zu Newcastle United und spielte auch Jugendfußball für Whitley Bay Sproggs, während er das Churchill Community College in Wallsend besuchte. Am 3. Januar 2015 gab Roberts sein Debüt in der ersten Mannschaft, als er in einem FA-Cup-Spiel gegen Leicester City eingewechselt wurde, das Leicester mit 1:0 gewann. Ende Januar 2015 unterschrieb er seinen ersten Profivertrag bei Newcastle United und band sich damit langfristig an seinen Heimatverein. Kurz nach seinem Debüt bei Newcastle wurde bekannt gegeben, dass er sich der Mannschaft aus dem nahen Gateshead aus der National League mit einem einmonatigen Leihvertrag anschließt. Für den Fünftligisten absolvierte er drei Ligaspiele. In der Saison 2016/17 spielte Roberts zunächst für die U23-Mannschaft der „Magpies“ und traf bis zum Jahreswechsel in 9 Spielen fünfmal. Daraufhin wurde er ab Januar 2017 mit den Newcastle-Teamkollegen Freddie Woodman und Sean Longstaff an den schottischen Erstligisten FC Kilmarnock verliehen. Er gab sein Debüt am 21. Januar 2017, als Kilmarnock im schottischen Pokal gegen Hamilton Academical mit 0:1 verlor. Bis zum Ende der Saison kam er in der Scottish Premiership zehnmal zum Einsatz, davon sechsmal ein Einwechselspieler. Danach kehrte er zurück nach Newcastle und spielte weiterhin der U23-Mannschaft. In der Saison 2018/19 war er hinter Elias Sørensen mit neun Toren bester Torschütze der Mannschaft, obwohl er ab Januar 2019 für den Rest der Saison zu Colchester United aus der vierten Liga verliehen wurde. Vor seinem Leihwechsel hatte er noch am 15. Januar 2019 sein erstes Tor für die erste Mannschaft von Newcastle bei einem 4:2-FA-Cup-Sieg gegen die Blackburn Rovers erzielt. Er gab sein Vereinsdebüt für Colchester als Einwechselspieler beim 4:0-Sieg gegen Northampton Town am 2. Februar 2019. Nach dem Ende Ablauf der Leihe am Saisonende 2018/19 kehrte er nicht nach Newcastle zurück. Im August 2019 unterschrieb der Rechtsaußen einen Vertrag bei den Blyth Spartans aus der National League North. Am 20. Januar 2020 wechselte Roberts zunächst auf Leihbasis nach Nottingham zu dem National-League-Team Notts County, das ihn später fest verpflichtete. Im Juli 2022 wechselte er nach Schottland zum FC Aberdeen. Nach nur drei Einsätzen wechselte er ein Jahr später zurück nach England zu Scunthorpe United.

### Nationalmannschaft
Callum Roberts absolvierte im Jahr 2016 zwei Länderspiele für die Englische U20-Nationalmannschaft gegen die Niederlande und USA.